# Град (река)
Град или Граматиковската река (на гръцки: Γραμματικό Ρέμα) е река в Кайлярско, Южна Македония, приток на Островското езеро (Вегоритида).
Реката се образува в северозападната част на Каракамен (Вермио) от множество потоци, извиращи северно под връх Ликоскала (1732 m). Тече първоначално на север, а след като мине западно от Горно Граматиково (Ано Граматико), завива на запад южно под връх Варджар (1096 m) и излиза от планината при Долно Граматиково (Като Граматико). Минава през селото и тече на югозапад. В местността Карагача завива на запад и минава през пролом между възвишенията Курбан на север (835 m) и Град на юг, на което е разположена едноименната крепост Град. В пролома реката приема големия си ляв приток Стримнитка и тук на нея са запазени два стари моста – Гелин мост под Град и по-долният Сандре мост. След излизането си от пролома северно от село Катраница (Пирги) реката завива на северозапад и след малък пролом се влива в Островското езеро северно от Уклемеш (Фаранги).

## Водосборен басейн
→ ляв приток, ← десен приток
- → Стримнитка
- → Бела река